# Arcata-Eureka Airport
De Arcata/Eureka Airport (IATA: ACV, ICAO: KACV), ook wel Arcata Airport genoemd, is een Amerikaanse luchthaven 24 km ten noorden van de stad Eureka, nabij het plaatsje McKinleyville, in het noordwesten van de staat Californië. Deze regionale luchthaven bedient de steden Arcata en Eureka en de rest van Humboldt County. De Arcata-Eureka Airport is de grootste luchthaven tussen San Francisco en Portland (Oregon). Er zijn twee asfalten landingsbanen, een van 1371 m en een van 1829 m.
United Airlines verzorgt vluchten tussen Arcata/Eureka en Crescent City, San Francisco en Sacramento. Tot 2011 verzorgde Horizon Air, een afdeling van Alaska Airlines, ook vluchten van en naar Arcata/Eureka.
De luchthaven is in de Tweede Wereldoorlog door de United States Navy aangelegd om ontmistingssystemen voor in de luchtvaart uit te testen.